# Doliocarpus savannarum
Doliocarpus savannarum är en tvåhjärtbladig växtart som beskrevs av Noel Yvri Sandwith. Doliocarpus savannarum ingår i släktet Doliocarpus och familjen Dilleniaceae. Inga underarter finns listade i Catalogue of Life.